# Magdalena Wunderlich
Magdalena Wunderlich (Großhesselohe, 16 de mayo de 1952) es una deportista alemana que compitió para la RFA en piragüismo en la modalidad de eslalon.
Participó en los Juegos Olímpicos de Múnich 1972, obteniendo una medalla de breonce en la prueba de K1.

## Palmarés internacional
| Juegos Olímpicos | Juegos Olímpicos | Juegos Olímpicos  | Juegos Olímpicos |
| Año              | Lugar            | Medalla           | Competición      |
| ---------------- | ---------------- | ----------------- | ---------------- |
| 1972             | Múnich (RFA)     | Medalla de bronce | K1 individual    |